# Jan Bakalář
Jan Miroslav Bakalář (16. července 1857 Srbce – 23. ledna 1935 Podivín) byl moravský farář, katecheta a spisovatel, s přídomkem Srbecký.

## Životopis
Narodil se v rodině Josefa Bakaláře (1807–1890), starosty v Srbcích, a Veroniky Bakalářové, rozené Blažkové. Měl tři nevlastní sourozence, z prvního manželství otce s Františkou Přecechtělovou (1811/1812–1855): Anežku Pozdíškovou (1832), Františku Cimbálníkovou (1836) a Františka (1844).
Studoval na gymnáziích v Kroměříži a v Přerově a po absolvování brněnského semináře byl r. 1884 vysvěcen na kněze. Byl kaplanem v Křižanově, Jenešově a Bučovicích, administrátorem v Bohuslavicích a r. 1887 katechetou v Břeclavi. Později byl katechetou v Brně, Valticích a v Podivínu. V letech 1898–1918 působil jako farář v Angern an der March v Dolním Rakousku.
Již jako studující sbíral národní pohádky a písně pro pražskou Slavii, přispíval do Kottova slovníku, Hlasu brněnského, Komenského, Literárního Obzoru, Světozoru, Časopisu musejního spolku olomúckého, Učitelských listů, Literárních listů, aj. časopisů; pak i do různých listů volapückých ve Vídni, Mnichově, Londýně, Turíně aj. Kromě prací na umělém jazyku publikoval nábožensky a eticko-mravně orientované články, aktivně bojoval za lepší životní podmínky zvířat.

## Dílo

### Studie
- O kulturním významu sv. bratří soluňských pro Moravu – 1885
- O literatuře krvavé, 1881

### Jiné
- Mluvnice světomluvy volapük – dle učebných listů Mořice Obhlídala a se svolením jeho na jazyk český upravil. Velké Meziříčí: J. F. Šašek, 1887
- Slovníček řeči světové volapük: díl volapücko-český a česko-volapücký – sestavil. Velké Meziříčí: J. F. Šašek, 1887